# Novo Horizonte (tiểu vùng)
Novo Horizonte là một tiểu vùng thuộc bang São Paulo, Brasil. Tiều vùng này có diện tích 2439 km², dân số năm 2007 là 71935 người.